# Pistoia Basket 2015-2016
Questa voce raccoglie le informazioni riguardanti il Pistoia Basket 2000 nelle competizioni ufficiali della stagione 2015-2016.

## Stagione
La stagione 2015-2016 del Pistoia Basket 2000 sponsorizzata Giorgio Tesi Group, è la 3ª nel massimo campionato italiano di pallacanestro, la Serie A.
Cessato il rapporto con Paolo Moretti l'allenatore delle stagioni precedenti, viene ingaggiato Vincenzo Esposito.
La rosa vede la conferma del capitano Ariel Filloy, l'inserimento di Michele Antonutti, Erik Lombardi e del giovane Severini. Il primo americano ad essere firmato è l'ala grande rookie Marcus Thornton in seguito vengono ingaggiati la guardia Preston Knowles e il playmaker ex Caserta Ronald Moore. Infine ad agosto vengono ingaggiati il centro Alex Kirk e l'ala piccola Wayne Blackshear. Per affrontare le criticità legate agli infortuni viene preso il polacco Olek Czyz. La stagione parte brillantemente, con un parziale iniziale di vittorie di 4-0, ottenute rispettivamente con Brindisi, Pesaro, Trento e Avellino, che proietta la società toscana per la prima volta nella sua storia al vertice solitario della classifica del massimo campionato italiano. A febbraio 2016 Pistoia si qualifica per le Final Eight di Coppa Italia venendo eliminata nei quarti da Venezia.
La regular season si conclude al 6º posto, con qualificazione ai play off dove viene eliminata nei quarti da Avellino.

## Organigramma societario

### Area Dirigenziale
- Presidente: Roberto Maltinti
- Presidente onorario: Piero Becciani
- Vice Presidente: Ivo Lucchesi
- Vice Presidente: Antonio Caso
- Amministratore Delegato: Massimo Capecchi
- General Manager : Giacomo Galanda
- Dirigente Accompagnatore: Massimo Bulgarelli
- Direttore Sportivo: Giulio Iozzelli
- Team Manager: Michele Stilli
- Responsabile settore giovanile: Piernicola Salerni
- Coordinatore settore giovanile: Stefano Della Rosa
- Responsabile Comunicazione e Ufficio stampa: Francesco Petrucci
- Responsabile materiali e addetto arbitri: Renzo Cecchi

### Area Tecnica
- Capo allenatore: Vincenzo Esposito
- Vice allenatore: Fabio Bongi
- Assistenti allenatore: Marcello Billeri, Luca Civinini
- Preparatori atletici: Gianluca Mazzoncini
- Medici sociali: Michele Galli, Paolo Ginanni
- Fisioterapista: Vinicio Vignali

## Roster
|    | Naz.                                     | Ruolo | Sportivo           | Anno | Alt. | Peso |  |
| -- | ---------------------------------------- | ----- | ------------------ | ---- | ---- | ---- |  |
| 4  | Italia (bandiera)                        | C     | Marco Di Pizzo     | 1998 | 204  | 91   |  |
| 5  | Stati Uniti (bandiera)                   | G     | Preston Knowles    | 1989 | 185  | 88   |  |
| 6  | Italia (bandiera)                        | P     | Andrea Amato       | 1994 | 190  | 78   |  |
| 8  | Italia (bandiera)                        | P     | Martino Mastellari | 1996 | 193  | 93   |  |
| 9  | Italia (bandiera)                        | A     | Michele Antonutti  | 1986 | 202  | 96   |  |
| 11 | Italia (bandiera)                        | AP    | Eric Lombardi      | 1993 | 201  | 95   |  |
| 12 | Italia (bandiera) · Argentina (bandiera) | P     | Ariel Filloy       | 1987 | 190  | 85   |  |
| 14 | Italia (bandiera)                        | AG    | Luca Severini      | 1996 | 204  | 92   |  |
| 15 | Polonia (bandiera)                       | AC    | Olek Czyż          | 1990 | 204  | 108  |  |
| 20 | Stati Uniti (bandiera)                   | AP    | Wayne Blackshear   | 1992 | 196  | 91   |  |
| 25 | Stati Uniti (bandiera)                   | P     | Ronald Moore       | 1988 | 183  | 78   |  |
| 53 | Stati Uniti (bandiera)                   | C     | Alex Kirk          | 1991 | 213  | 111  |  |
| 6  | Italia (bandiera)                        | PG    | Francesco Galli    | 1998 | 188  | 75   |  |
| -  | Italia (bandiera)                        | G     | Isacco Salvi       | 1998 | 192  | 85   |  |
| -  | Stati Uniti (bandiera)                   | AG    | Marcus Thornton    | 1992 | 203  | 107  |  |

## Mercato

### Sessione estiva
| Acquisti | Acquisti          | Acquisti             | Acquisti      | Acquisti |
| R.       | Nome              | da                   | Modalità      |          |
| -------- | ----------------- | -------------------- | ------------- | -------- |
| A        | Michele Antonutti | Juvecaserta          | definitivo    |          |
| A        | Eric Lombardi     | Pall. Biella         | definitivo    |          |
| AC       | Olek Czyż         | Turów Zgorzelec      | definitivo    |          |
| AP       | Wayne Blackshear  | Louisville Cardinals | definitivo    |          |
| P        | Ronald Moore      | Juvecaserta          | definitivo    |          |
| C        | Alex Kirk         | Canton Charge        | definitivo    |          |
| G        | Preston Knowles   | Ironi Nes Ziona      | definitivo    |          |
| AG       | Marcus Thornton   | Georgia Bulldogs     | definitivo    |          |
| ALL      | Vincenzo Esposito | Juvecaserta          | definitivo    |          |
| P        | Lorenzo Saccaggi  | Casalpusterlengo     | fine prestito |          |

| Cessioni | Cessioni           | Cessioni         | Cessioni       | Cessioni |
| R.       | Nome               | a                | Modalità       |          |
| -------- | ------------------ | ---------------- | -------------- | -------- |
| AP       | Gilbert Brown      | Ironi Nahariya   | fine contratto |          |
| C        | Tony Easley        | Sinpas Denizli   | fine contratto |          |
| AP       | C.J. Williams      | Digione          | fine contratto |          |
| AG       | Valerio Amoroso    | Juvecaserta      | fine contratto |          |
| P        | Langston Hall      | Pall. Cantù      | fine contratto |          |
| C        | Daniele Magro      | Olimpia Milano   | fine contratto |          |
| PG       | Daniele Cinciarini | Juvecaserta      | fine contratto |          |
| AG       | Landon Milbourne   | San Sebastián    | fine contratto |          |
| ALL      | Paolo Moretti      | Pall. Varese     | fine contratto |          |
| P        | Lorenzo Saccaggi   | Scaligera Verona | fine contratto |          |
| PG       | Davide Moretti     | Universo Treviso | fine contratto |          |

### Dopo l'inizio della stagione
| Acquisti | Acquisti     | Acquisti       | Acquisti | Acquisti |
| R.       | Nome         | da             | Modalità |          |
| -------- | ------------ | -------------- | -------- | -------- |
| P        | Andrea Amato | Olimpia Milano | prestito |          |

| Cessioni | Cessioni        | Cessioni   | Cessioni                | Cessioni |
| R.       | Nome            | a          | Modalità                |          |
| -------- | --------------- | ---------- | ----------------------- | -------- |
| AG       | Marcus Thornton | Free agent | risoluzione consensuale |          |